# Atos dos Apóstolos
Os Atos dos Apóstolos (pré-AO 1990: Actos dos Apóstolos) (em grego: Πράξεις των Αποστόλων; romaniz.: ton praxeis apostolon; em latim: Acta Apostolorum) formam o quinto livro do Novo Testamento. Geralmente conhecido apenas como "Atos", ele descreve a história da Era Apostólica. O autor é tradicionalmente identificado como Lucas, o Evangelista.
O Evangelho de Lucas e o livro de Atos formavam apenas dois volumes de uma mesma obra, à qual daríamos hoje o nome de História das Origens Cristãs, e no início do segundo século, esses dois livros acabaram sendo separados um do outro pelo Evangelho segundo João, o último evangelho a ser escrito. Lucas provavelmente não atribuiu a este segundo livro um título próprio. Somente quando seu evangelho foi separado dessa segunda parte do livro e colocado junto com os outros três evangelhos é que houve a necessidade de dar um título ao segundo volume. Isso se deu muito cedo, por volta de 150 d.C. Tanto em sua intenção quanto em sua forma literária, este escrito não é diferente dos quatro evangelhos.
Escritores dos séculos II e III fizeram várias sugestões para nomear essa obra, como O memorando de Lucas (Tertuliano) e Os atos de todos os apóstolos (Cânon Muratori). O nome que finalmente iria consagrar-se aparece pela primeira vez no prólogo antimarcionista de Lucas (final do século II) e em Ireneu. A palavra Atos denotava um gênero ou subgênero reconhecido, caracterizado por livros que descreviam os grandes feitos de um povo ou de uma cidade. O título segue um costume da literatura helenística, que conhecia os Atos de Anibal, os Atos de Alexandre, entre outros.
O objetivo desse livro é mostrar a ação do Espírito Santo na primeira comunidade cristã e, por ela, no mundo em redor. O conteúdo do livro não corresponde ao seu título, porque não se fala de todos os apóstolos, mas somente de Pedro e de Paulo. João e Filipe aparecem apenas como figurantes. Entretanto, não são os atos desses apóstolos que achamos no livro, mas antes a história da difusão do Evangelho, de Jerusalém até Roma, pela acção do Espírito Santo.

## Estrutura
O livro pode ser dividido em duas partes: o período das missões locais e o período das missões estrangeiras:
I. Período das missões locais, onde Jerusalém é o centro. A obra concentra-se principalmente na Palestina entre os judeus, sendo o apóstolo Pedro a figura preeminente.
1. Os acontecimentos preparatórios
a) A comissão divina, 1:4-8
b) A ascensão do Senhor, 1:10,11
c) A descida do Espírito, 2:1-4
d) O equipamento dos obreiros, 2:4; 4:31
2. Os ministérios
a) De Pedro, no Pentecoste, 2:14-40; o segundo sermão de Pedro, 3:12-26; Pedro no Sinédrio, 4:5-12
b) De Estêvão, 7:1-60
c) De Filipe e Pedro, 8:5-25
d) De Filipe, 8:26-40
3. Atos acerca da igreja
a) Seu crescimento
b) Sua plenitude do Espírito Santo, 4:31
c) Sua unidade e benevolência, 4:32-37
d) Seu poder espiritual, 5:12-16
e) A eleição dos diáconos, 6:1-6
4. As perseguições à igreja
a) Perseguições diversas, 4:1-3,17-22; 5:17,18,40; 6:8-15
b) Perseguições sob Saulo de Tarso, 8:1-3; 9:1
II. O período das missões estrangeiras, onde o centro de operações, inicialmente em Jerusalém, é transferido pouco depois para Antioquia da Síria.
1. Acontecimentos preliminares que levaram às missões por todo o mundo
a) O ministério de Filipe em Samaria, em companhia de Pedro e João, 8:5-25
b) A conversão de Paulo, que veio a ser o grande missionário e a figura preeminente da igreja nesse período, 9:1-30
c) A ampliação dos pontos de vista de Pedro por causa de sua visão em Jope, resultando em seu ministério entre os gentios de Cesareia, 10:1-43
d) O derramamento do Espírito Santo sobre os gentios de Cesareia e a defesa do ministério de Pedro ali, 10:44—11:18
e) Ratificação da obra em Antioquia por Barnabé, representante da igreja de Jerusalém, 11:22-24
f) Saulo de Tarso levado por Barnabé a Antioquia. Os dois cooperam no estabelecimento da igreja, no lugar em que os discípulos foram chamados cristãos pela primeira vez, 11:25,26
g) Parêntese. Perseguição à igreja de Jerusalém por Herodes; morte de Tiago; encarceramento e libertação de Pedro, 12:1-19
2. O acontecimento da época na história das missões estrangeiras
a) Sob a direção do Espírito Santo, Paulo e Barnabé são enviados como missionários pela igreja de Antioquia; João Marcos os acompanha, 13:1-5
3. Primeira viagem missionária de Paulo
a) Missionários: Paulo, Barnabé e João Marcos, 13:4—14:26
b) Lugares visitados e eventos principais: ilha de Chipre, onde o procônsul se converte e o nome de Saulo é mudado para Paulo no livro de Atos, 13:4-12; Perge e Panfília, onde João Marcos abandona o grupo, 13:13; Antioquia da Pisídia, onde Paulo prega um grande sermão na sinagoga, 13:14-41; oposição dos judeus e a obra entre os gentios, 13:44-49; expulsos da cidade pelos judeus, os missionários vão para Icônio, onde trabalham algum tempo, mas surge uma perseguição e eles fogem para Listra e Derbe, 14:6; a cura de um paralítico em Listra leva o povo a querer adorar Paulo e Barnabé, mas os judeus levantam oposição, e Paulo é apedrejado — imperturbáveis, os dois heróis escapam para Derbe, onde pregam o evangelho e ensinam a muitos, 14:8-20; desse ponto, os missionários retornam pela mesma rota, visitando e organizando as igrejas, e em Antioquia da Síria apresentam o relatório da viagem, 14:21-28
4. O Concílio de Jerusalém
a) O assunto em pauta, 15:5,6
b) O argumento de Pedro a favor da liberdade cristã, 15:7-11
c) Paulo e Barnabé relatam suas experiências, 15:12
d) Palavras de Tiago e a decisão do concílio a favor de eximir os gentios das regras da Lei, 15:13-29; os apóstolos enviam Judas e Silas a Antioquia como portadores da carta do concílio à igreja, 15:27-30
5. Segunda viagem missionária de Paulo
a) Eventos preliminares: desacordo entre Paulo e Barnabé acerca de João Marcos; Silas é escolhido por Paulo para acompanhá-lo na viagem, 15:36-40
b) Lugares visitados e principais eventos: visita às igrejas da Síria e Cilícia, 15:41; em Listra, Timóteo une-se aos missionários, que visitam várias cidades da Ásia Menor, fortalecendo as igrejas, 15:41—16:5; o Espírito guia-os a Trôade, onde Deus os convoca à Europa por meio de uma visão, 16:7-10; em Filipos, as autoridades encarceram Paulo e Silas — o carcereiro se converte, e os apóstolos estabelecem uma igreja, 16:12-34; o acontecimento mais importante a seguir é a fundação da igreja em Tessalônica, onde se levanta a perseguição, e eles vão para Beréia, 17:1-10; em Beréia, os missionários encontram alguns fiéis estudantes da Palavra, que são receptivos, 17:11,12; uma tormenta de perseguições abate-se novamente sobre eles, e Paulo vai para Atenas, deixando o estabelecimento da igreja a cargo de Silas e Timóteo, 17:13-15; em Atenas, Paulo encontra a cidade cheia de ídolos e prega um sermão na colina de Marte, mas poucos se convertem à fé, 17:15-34; em Corinto, Silas e Timóteo unem-se a Paulo e fundam uma igreja — a obra é levada a cabo em meio a perseguições que duram dezoito meses, 18:1-17; após um tempo considerável, Paulo despede-se dos irmãos e parte para a Síria, fazendo breve escala em Éfeso, e termina a viagem em Antioquia, 18:18-22
6. Terceira viagem missionária de Paulo
a) Lugares visitados e eventos principais: visita às igrejas na Galácia e na Frígia, 18:23; parêntese. Apolo em Éfeso, 18:24-28; Paulo regressa a Éfeso e encontra um grupo de discípulos ainda não perfeitamente instruídos e dirige-os à vida plena do Espírito, 19:1-7; continua a obra em Éfeso durante dois anos, 19:8-10; o Senhor mostra-lhe que aprova o trabalho, outorgando-lhe o dom de curar, 19:11,12; os pecadores convertem-se, e muitos queimam seus livros de magia, 19:11-20; logo se levanta um alvoroço entre os artífices, pois estes temem que os ensinos de Paulo arruínem a indústria dos ídolos, 19:23-41; Paulo sai de Éfeso e, depois de visitar as igrejas da Macedônia, vai para a Grécia, 20:1,2; depois de três meses na Grécia, regressa à Macedônia e vai para Trôade, onde prega, 20:3-12; de Trôade, vai para Mileto e manda chamar os anciãos efésios; em Mileto, entrega uma mensagem de despedida aos anciãos, 20:17-38; de Mileto, inicia a viagem de regresso a Jerusalém, advertido pelo Espírito dos sofrimentos que ali o aguardam, 21:1-17
7. Paulo em Jerusalém e em Cesareia
a) Relato à igreja das experiências de seu ministério entre os gentios, 21:18-20
b) Para evitar suspeitas, faz um voto, 21:20-26
c) Os judeus lançam mão dele no Templo, mas os soldados romanos o resgatam, 21:27-40
d) Sua defesa diante da multidão, 22:1-21
e) Declara sua cidadania romana a fim evitar ser açoitado, 22:25-30
f) Comparece perante o Sinédrio, 23:1-10
g) O Senhor aparece-lhe de noite com uma mensagem de ânimo, 23:11
h) A conspiração de alguns judeus para matá-lo provoca seu envio a Cesareia, 23:12-33
i) Acusação contra ele pelos judeus e sua defesa perante o governador Félix, 24:1-21
j) Discurso perante Félix acerca de sua fé em Cristo, 24:24-26
k) Defesa perante Festo e o apelo a César, 25:1-12
l) Discurso perante Agripa, 26:1-29
8. A viagem de Paulo, como prisioneiro, a Roma
a) Primeira etapa da viagem, 27:2-13
b) A tempestade e a fortaleza espiritual de Paulo, 27:14-36
c) O naufrágio e o livramento, 27:38-44
d) As experiências na ilha de Malta, 28:1-10
e) A chegada a Roma e seu ministério ali, 28:16-31

## Composição

### Autoria
Enquanto a identidade exata do autor é discutida, o consenso é que este trabalho foi composto por um gentio de fala grega que escreveu para uma audiência de cristãos gentios. Os Pais da Igreja afirmaram que Lucas era médico, sírio de Antioquia e companheiro do Apóstolo Paulo. Os estudiosos concordam que o autor do Evangelho de Lucas é o mesmo que escreveu o livro de Atos dos Apóstolos. A tradição diz que os dois livros foram escritos por Lucas companheiro de Paulo (nomeado em Colossenses 4:14 ). Essa visão tradicional da autoria de Lucas é "amplamente aceita, visto que a autoria Lucana é quem mais satisfatoriamente explica todos os dados". A lista de estudiosos que mantém a autoria de Lucas é longa e representa a opinião teológica maioritária. No entanto, não há consenso. De acordo com Raymond E. Brown, a opinião corrente sobre a autoria de Lucas é 'dividida'.

### Título

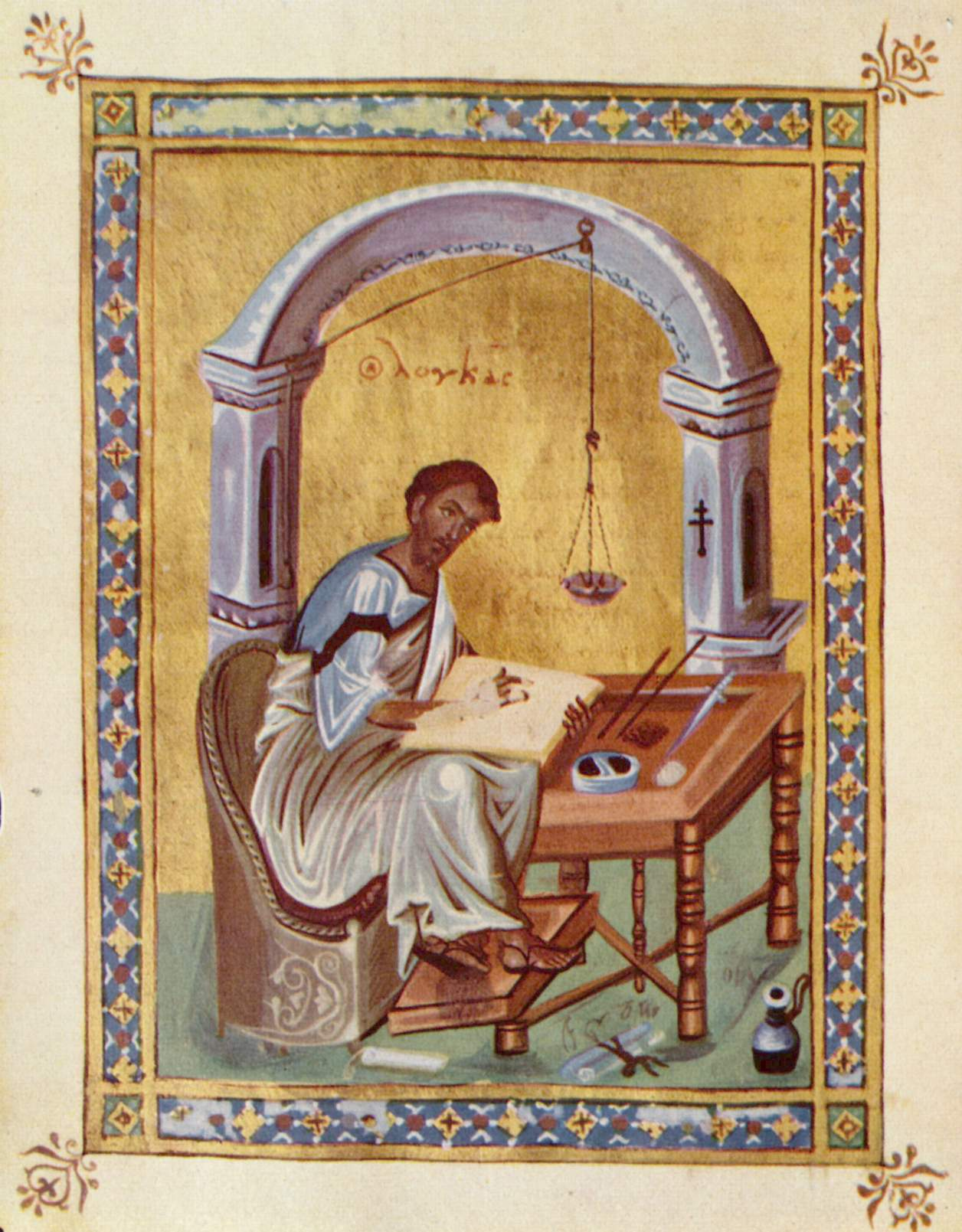
Ilustração bizantina do século X. Nela, Lucas escreve seu dois livros do Novo Testamento. De acordo com os especialistas, os livros de Lucas e Atos faziam parte da mesma obra.

O título Atos dos Apóstolos (grego Πράξεις ἀποστόλων [Práxeis Apostólon]) não fazia parte do texto original. Foi usado pela primeira vez por Ireneu no final do século II. Alguns têm sugerido que o título de Atos deve ser interpretado como Os Atos dos Espírito Santo ou ainda Os Atos de Jesus, uma vez que Atos 1:1 dá a impressão de que esses atos foram definidos como algo que Jesus continuou a fazer e ensinar, sendo Ele mesmo o principal personagem do livro.
O Evangelho de Lucas e o livro de Atos formavam apenas dois volumes de uma mesma obra, o qual daríamos hoje o nome de História das Origens Cristãs. Lucas provavelmente não atribuiu a este segundo livro um título próprio. Somente quando seu evangelho foi separado dessa segunda parte do livro e colocado junto com os outros três evangelhos é que houve a necessidade de dar um título ao segundo volume. Isso se deu muito cedo, por volta de 150 d.C. Tanto em sua intenção quanto em sua forma literária, este escrito não é diferente dos  quatro evangelhos.
Escritores dos séculos II e III fizeram várias sugestões para nomear essa obra, como O memorando de Lucas (Tertuliano) e Os atos de todos os apóstolos (Cânon Muratori).O nome que finalmente iria consagrar-se aparece pela primeira vez no prólogo antimarcionista de Lucas (final do século II)) e em Ireneu. A palavra Atos denotava um gênero ou subgênero reconhecido, caracterizado por livros que descreviam os grandes feitos de um povo ou de uma cidade. O título segue um costume da literatura helenística, que conhecia os Atos de Anibal, os Atos de Alexandre, entre outros.
O Livro de Atos tem 28 capítulos, 1067 versículos e 24.250 palavras. Ele Abrange cerca de 30 anos - AD 33 - 63 a 65, sendo o Segundo livro escrito por Lucas,
O livro de Atos narra a história da Era da Igreja Apostólica Cristã Primitiva, com particular ênfase para o ministério dos Doze Apóstolos e de Paulo de Tarso.

### Gênero
A palavra Atos denotava um gênero reconhecido no mundo antigo, que era característico dos livros que descreviam os grandes feitos de pessoas ou de cidades. Existem vários livros apócrifos do Novo Testamento, incluindo dos Atos de Tomé até os Atos de André, Atos de João e Atos de Paulo. Inicialmente, o Evangelho segundo Lucas e o livro de Atos dos Apóstolos formaram uma única obra. Foi só quando os evangelhos começaram a ser compilados em conjunto que o trabalho inicial foi dividida em dois volumes com os títulos acima mencionados.
Os estudiosos modernos atribuem uma ampla gama de gêneros para os Atos dos Apóstolos, incluindo a biografia, romance e história. Entretanto, a maioria interpretam o gênero do livro de histórias épicas dos primeiros milagres cristãos, da história da igreja primitiva e das conversões.

### Local de composição
O lugar de composição e os leitores que Lucas tinha em mente ao escrever seu livro ainda é incerto. A tradição liga Lucas com Antioquia. Existe uma pequena evidência interna que faz essa ligação. Outra possível localidade da composição desse livro é Roma, uma vez que a história de Atos termina ali.
Existem ainda outros estudiosos que creem que o livro foi escrito em Éfeso, visto que Lucas demonstra considerável interesse por essa cidade. Observe as alusões feitas no livro de Atos a Escola de Tirano (Atos 19:9) e a Alexandre (Atos 19:33), além da detalhada topografia de Atos 20:13-15. Qualquer dos assuntos dessa região, incluindo o futuro da igreja em Éfeso (Atos 20:28-30), são tratados como se fossem de especial interesse de Teófilo e seu círculo. Existe também uma antiga tradição que afirma que Lucas morreu perto na Bitínia. Por fim, foi nessa região que surgiram algumas controvérsias e alguns protestos públicos contra ele (por exemplo, Atos 19:23-41). Sendo assim, o trabalho de Lucas seria uma tentativa de fazer uma apologia da Igreja Primitiva contra as acusações da Sinagoga que pretendia influenciar a política romana. É bom lembrar que o judaísmo tinha muita força na Ásia

### Precisão histórica
A questão da autoria está amplamente ligado ao valor histórico do conteúdo. A maioria dos estudiosos acreditam que o livro de Atos é historicamente exato e válido segundo a arqueologia, enquanto os críticos acham o trabalho muito impreciso, especialmente quando comparado com as epístolas de Paulo. A questão-chave da controversa da historicidade do livro é a descrição que Lucas faz de Paulo. De acordo com o ponto de vista da maioria, Atos descreve Paulo diferente de como ele descreve a si mesmo em suas epístolas, tanto historicamente quanto teologicamente. Atos difere das cartas de Paulo sobre questões importantes, tais como a Lei, o apostolado de Paulo, bem como sua relação com a Igreja de Jerusalém. Os estudiosos geralmente preferem os relato de Paulo. No entanto, alguns historiadores e estudiosos proeminentes, representando a visão tradicional, vêem o livro de Atos como sendo bastante precisos e corroborados pela arqueologia, além de afirmar que a distância entre o Paulo das epístolas e o Paulo do livro de Atos é exagerada pelos estudiosos.

## Datação

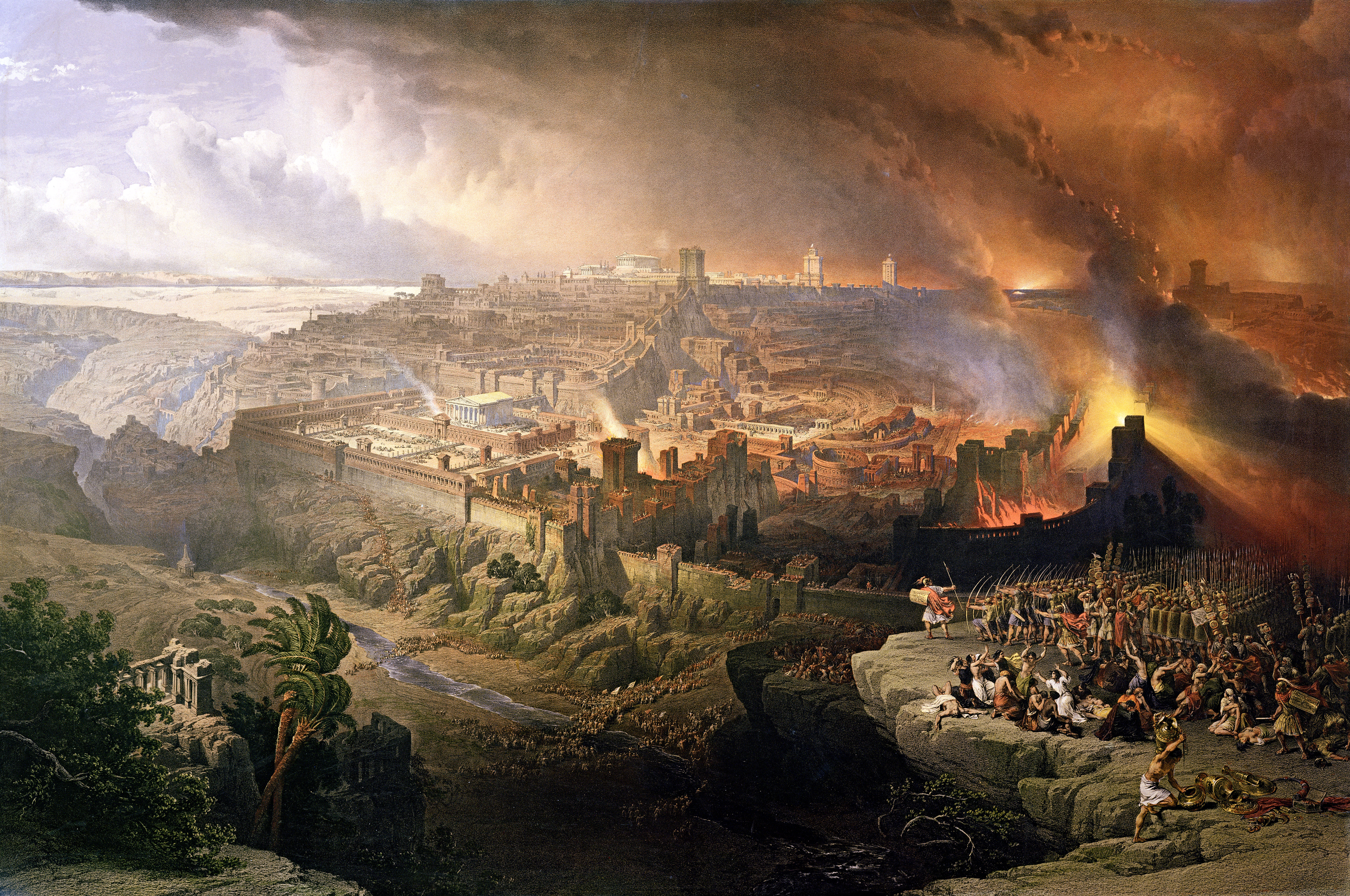
O cerco e destruição de Jerusalém, por David Roberts (1850). Para os especialistas, a não menção da rebelião judaica e da destruição da cidade ocorrida em aponta para uma data anterior ao episódio

A atmosfera cultural e política descrita no livro de Atos sugere que o livro tenha sido escrito no século I. Entretanto, as datas propostas para o livro vão de 62 d.C., ano em que ocorre o último acontecimento narrado no livro Atos 28:30, até meados do século II, quando ocorre a primeira referência explícita ao livro de Atos.

### Anterior a 70 d.C.
Donald Carson, Douglas Moo e Leon Morris datam o livro em 62 d.C.. Os três especialistas observam que a ausência de qualquer menção à destruição de Jerusalém seria pouco provável se o livro tivesse sido escrito depois de 70 d.C.. Leon Morris sugeriu que a não menção da morte de Paulo, personagem central do livro, aponta para uma data antes de sua morte, em 64 d.C.. Além disso, não há referência no livro de Atos da morte de Tiago (62 d.C.) e de Pedro (67 d.C.). Howard Marshall observa que Lucas parece não ter lido as cartas de Paulo. Isso torna ainda mais improvável uma data avançada para o livro de Atos, uma vez que as cartas de Paulo circulavam nas igrejas. Outros argumentos que apontam para essa data recente são: (1) a descrição que Lucas faz do judaísmo como uma religião autorizada, uma situação que teria mudado abruptamente com a erupção da rebelião judaica contra Roma em 66 d.C.; (2) o fato de Lucas omitir qualquer referência à perseguição promovida por Nero, a qual, caso tivesse acontecido enquanto Lucas escrevia certamente teria afetado de alguma maneira a sua narrativa; (3) os detalhes vívidos da narrativa do naufrágio e da viagem (Atos 27:1-27), o que sugere uma experiência bem recente. Outro ponto é que Lucas nota o cumprimento da profecia de Ágabo (Atos 11:28). Se estivesse escrevendo depois de 70 d.C., seria lógico esperar que mencionasse em algum lugar o cumprimento da profecia de Jesus de que a cidade seria destruída (Atos 21:20).

### Entre 80 e 95 d.C.
Atualmente, a maioria dos estudiosos acredita que Atos foi escrito nos anos 80 d.C. ou um pouco depois. Um pequeno indicador sobre a possível datação do livro pode estar em Atos 6:9, que menciona a província de Cilícia. Essa Província romana tinha sido perdida em 27 d.C. e foi restabelecida pelo Imperador Vespasiano apenas em 72 d.C., o que dataria a obra depois dessa data. Entretanto, uma vez que Paulo era da Cilícia e refere-se a si mesmo utilizando esse nome (veja Atos 21:39 e Atos 22:3), parece natural que o nome da província teria continuado a ser usado entre os seus moradores, apesar do hiato na nomenclatura oficial romana.
Outro argumento para essa datação é o pressuposto de que Atos foi escrito depois do Evangelho de Lucas. Esses estudiosos costumam datar essa obra depois do ano 70 d.C. baseados em duas suposições: Lucas foi escrito depois da queda de Jerusalém pelos romanos; a outra é que o Evangelho de Marcos, que Lucas provavelmente empregou, deve ser datado em meados dos fins do anos 60 d.C.. Isso colocaria o livro de Atos em meados de 75 d.C..

### Uma data no século II
Hoje em dia poucos eruditos acreditam que Atos é uma obra do século II. Mas o estudiosos que defendem essa hipótese apontam os vários paralelos existentes entre o livro de Atos e as duas mais importantes obras de Flávio Josefo: A Guerra dos Judeus (75–80 d.C.) e Antiguidades Judaicas (94 d.C.). Alguns eruditos argumentam que Lucas utilizou material das duas obras de Josefo, ao invés do contrário, o que indicaria que Atos foi escrito por volta do ano 100 d.C. ou um pouco mais tarde. Três pontos de contato principais com as obras de Flávio são citados: (1) As circunstâncias que rodearam a morte de Agripa I em 44 d.C.. Aqui Atos 12:21-23 é em grande parte paralela à Antiguidades Judaicas 19.8.2; (2) O tribuno romano confunde Paulo com o falso profeta egípcio que iniciou um revolta no Monte das Oliveiras (Atos 21:38). Josefo cita essa revolta em A Guerra dos Judeus 2.13.5 e em Antiguidades 20.8.6; (3) As revoltas de Teudas e Judas, o galileu são citados por ambos os autores (Atos 5:36 e Antiguidades 20.5.1).
De acordo com John Townsend, não é antes das últimas décadas do século II que se encontra vestígios indiscutíveis do trabalho [livro de Atos]. Townsend, voltando-se para as fontes por trás dos escritos de pseudo-Clemente, argumenta que a data para a composição final da obra está na metade do século II. Entretanto, de acordo com Richard Pervo, o ensaio [de Townsend] é prudente mas metodologicamente aventureiro e em última análise é lição valiosa do perigo de se estabelecer a data de Atos ou de qualquer trabalho, alegando para o mais cedo possível de origem.
Os argumentos mais fortes que ajudaram a minar esse ponto de vista foram os vestígios que Donald Guthrie encontrou do livro Atos na Epístola de Policarpo aos Filipenses (110 d.C.) e em uma epístola de Inácio (117 d.C.). De acordo com Guthrie, Atos provavelmente era bastante conhecido em Antioquia e Esmirna por volta de 115 d.C., e em Roma, perto de 96 d.C..

## Temas principais

### Estabelecimento da Igreja
Narra o livro de Atos que, antes de subir aos Céus, Jesus determinou aos seus discípulos que permanecessem em Jerusalém até que recebessem o poder do alto através do Espírito Santo e que a partir de então eles se tornariam suas testemunhas até os confins da terra. Enquanto aguardavam o cumprimento da promessa, foi escolhido o nome de Matias em substituição a Judas Iscariotes que tinha se suicidado. Com a descida do Espírito Santo no dia de Pentecostes, ocorre uma experiência sobrenatural em que os judeus de outras nacionalidades que estavam presentes na festa ouviram os discípulos falando em seus próprios idiomas, o que chamou a atenção de uma multidão de pessoas para o local onde estavam reunidos.
Corajosamente, Pedro inicia um discurso explicando o motivo do acontecimento em que três mil pessoas são convertidas para o cristianismo que foram batizados, passando a congregar levando uma vida de comunitária de muita oração onde se presenciavam prodígios e milagres feitos pelos apóstolos.
De acordo com os versos 42 a 44 do capítulo 2, os cristãos primitivos tinham todos os seus bens em comum, o que parece ter-se mantido por anos na igreja de Jerusalém. Já os versos 32 a 37 do capítulo 4 informam que "ninguém considerava exclusivamente sua nenhuma das coisas que possuía" e que os que eram donos de propriedades vendiam suas terras ou casas e depositavam o valor da venda perante os apóstolos para que houvesse distribuição entre os que tinham necessidades materiais.
Um milagre importante, a cura de um homem coxo de nascença que pedia esmola na porta do Templo, é relatado logo no capítulo 3 do livro, o que provoca a prisão de Pedro e do apóstolo João que são trazidos perante o Sinédrio. Repreendidos pelas autoridades judaicas para que não pregassem mais no nome de Jesus, os dois apóstolos, os quais responderam que estavam praticando a vontade de Deus e não dos homens.
Novas prisões dos apóstolos ocorrem no livro de Atos, pois o crescimento da Igreja incomodava o sumo sacerdote e a seita dos saduceus, conforme é narrado nos versos de 17 a 42 do capítulo 5 da obra. Porém, com o parecer dado pelo rabino Gamaliel, o Sinédrio resolve libertar Pedro e os demais, depois de castigá-los com açoites.
Com o crescimento do número de discípulos, é instituído o cargo de diácono para ajudar nas atividades da Igreja, entre os quais estavam Estêvão e Filipe, o Evangelista que muito se destacaram em seus ministérios. Porém, Estêvão é preso, conduzido ao Sinédrio e condenado à morte.

### As primeiras perseguições e a expansão da fé cristã
Após o apedrejamento de Estêvão, Saulo de Tarso empreende uma grande perseguição à Igreja em Jerusalém, o que dispersou vários discípulos pelas regiões da Judeia e Samaria, chegando também o Evangelho à Fenícia, Chipre e Antioquia.
Algumas obras de Filipe, o Evangelista, são narradas em Atos, entre as quais a sua passagem por Samaria e a conversão de um eunuco etíope na rota comercial de Gaza.
Saulo de Tarso ao tentar empreender novas perseguições, converte-se quando viajava para Damasco e tem uma visão de Jesus, ficando cego por três dias, até ser curado quando se encontra com Ananias.
Depois destes acontecimentos, a Igreja passa por um período de paz. Dois milagres de destaque narrados nesse momento da obra de Lucas são a cura do paralítico Eneias, em Lida, e a ressurreição de Dorcas, na cidade de Jope.
Vimos em Dorcas um exemplo de alguém que se doou para que a Igreja nascente tivesse razão social de ser, além de razão espiritual convincente. Se a Igreja manifestava Jesus Cristo como aquele capaz de conduzir o homem a Deus pelo seu grande amor e doação pelos seres humanos, Deus usava seres humanos como Dorcas para manifestar o seu grande amor aos demais seres humanos numa dimensão horizontal. Foi assim que, morrendo Dorcas, a Tabita querida, Deus pode e quis ressuscitá-la pelo seu grande poder e amor diante do clamor dos que foram por ela favorecidos - toda a comunidade local.

### O Evangelho chega aos gentios
Narra o capítulo 10 de Atos que Simão Pedro, encontrando-se em Jope, recebe uma visão em que Deus lhe ordena alimentar-se de vários animais considerados imundos ou impróprios para o consumo (v. 11), conforme a lei mosaica. Pedro entende então o real significado. A visão não o estava pedindo ou mudando a lei no que se refere a carne de animais imundos, mas que Deus estava o orientando para não fazer discriminação, pois o evangelho deveria ser pregado a todos independente da origem, judeus ou gentios (v. 28). Entendendo isso, Pedro prega o Evangelho na casa de um centurião romano de Cesareia chamado Cornélio, o qual se converte juntamente com todos os que ouviram o discurso do apóstolo, sendo depois batizados.
Por este motivo, Pedro é questionado pelos outros apóstolos e cristãos da Judeia que se convencem.